# Lothar Kreuz
Lothar Kreuz (* 9. September 1888 in Berlin; † 24. Januar 1969 in Stuttgart) war ein deutscher Orthopäde, Sanitätsoffizier und letzter Rektor der Friedrich-Wilhelms-Universität zu Berlin.

## Leben
Kreuz studierte an der Friedrich-Wilhelms-Universität und der Friedrichs-Universität Halle. Dort schloss er sich den Corps Normannia Berlin (1908) und Borussia Halle (1910) an. Er meldete sich nach Ausbruch des Ersten Weltkriegs freiwillig als frisch examinierter Arzt am 2. August 1914 zum Füsilier-Regiment „General-Feldmarschall Graf Blumenthal“ (Magdeburgisches) Nr. 36. Als Unterarzt der Reserve kam er mit dem Reserve-Infanterie-Regiment Nr. 272 ins Feld und wurde mit beiden Klassen des Eisernen Kreuzes ausgezeichnet. Er schied als Oberarzt der Reserve (seit 3. November 1917) aus der Militärdienst.
Kreuz ging am 15. Dezember 1918 an die Orthopädische Universitätsklinik der Charité und war seit dem 15. Februar 1919 als Assistenzarzt tätig. Er promovierte am 3. Februar 1921 mit der Dissertation Zur intrapelvinen extraperitonealen Resection der Nervus obturatorius zum Dr. med., habilitierte sich am 26. Juli 1926 und lehrte als Privatdozent an der Charité. Seit 2. April 1927 Oberarzt, wurde Kreuz 1930 a.o. Professor an der Universität Berlin und zugleich Leiter der Orthopädischen Abteilung des Städtischen Krankenhauses in Berlin-Britz. Zum 1. Mai 1933 trat er der NSDAP bei (Mitgliedsnummer 2.590.659). Am 26. April 1933 schloss er sich der SS an (SS-Nummer 235.693). Am 30. Juni 1934 war er als »Exekutivarzt« an der Ermordung der SA-Führung beteiligt.:S. 98
Als Mitarbeiter war Kreuz am Lexikon der gesamten Therapie beteiligt. Im Jahr 1935 ging er als Professor an die Albertus-Universität Königsberg. Ab 1937 war er o. Professor für Orthopädie an der Berliner Universität.:S. 98 Ab 1936 wirkte er an einem DFG-Forschungsprojekt über die Erbbiologische Bedeutung der angeborenen Miß- und Fehlbildungen mit. Kreuz war ab 1938 Beratender Chirurg des Heeres der Wehrmacht. In gleicher Funktion war er auch beim Ausbildungsstab der SS-Sanitätsabteilung III und beim wissenschaftlichen Stab des SS-Hauptamtes tätig. Während des Zweiten Weltkriegs wurde Kreuz 1940 vom Ersatztruppenteil Reserve-Lazarett Kompanie 113 in Berlin-Dahlem zum Heer entsandt. Am 1. August 1944 wurde er zum Generalarzt der Reserve ernannt. Von 1939 bis 1942 war er Dekan der Medizinischen Fakultät der Berliner Universität.:S. 98 Ab 1942 war Kreuz in drei akademischen Jahren (bis zum Ende des Zweiten Weltkriegs) der letzte Rektor der Friedrich-Wilhelms-Universität. In seiner Antrittsrede als Rektor sagte er unter anderem: „Kameraden, der Führer hat uns die Tore zu einem neuen Zeitalter aufgetan“. Kreuz bekleidete seit 1. September 1943 den Rang eines SS-Standartenführers. Am 18. August 1942 ernannte ihn Adolf Hitler zum Mitglied des Wissenschaftlichen Senats des Heeressanitätswesens. 1944 wurde er Beirat des Generalkommissars für das Sanitäts- und Gesundheitswesen Karl Brandt und am 13. Juni 1944 mit dem Ritterkreuz des Kriegsverdienstkreuzes ausgezeichnet.
Das Office of Military Government for Germany (U.S.) nahm ihn von Juni 1945 bis 1947 in Automatischen Arrest. 1948 wurde er im Stuttgarter Spruchkammerverfahren als »Entlasteter« eingestuft.:S. 98 1948 als Oberarzt in der Chirurgie des Universitätsklinikum Tübingen untergekommen, wurde er 1949 Honorarprofessor und 1952 Direktor der Orthopädischen Klinik und Ordinarius für Orthopädie an der Eberhard Karls Universität Tübingen. Im Jahr darauf erfolgte seine Wahl zum Präsident der Deutschen Gesellschaft für Unfallheilkunde und 1958 verlieh ihm Bundespräsident Theodor Heuss das Große Verdienstkreuz des Verdienstordens der Bundesrepublik Deutschland. 1964 wurde er emeritiert und erhielt 1966 die Ehrendoktor eines Dr. med. h. c. der Universität Hamburg.

## Schriften
- Begegnungen mit Aphrodite: eine psychologische Studie zur Genetik des Schönen. 1964.